# 30 anni di ortodossia
30 anni di ortodossia - Reggio Emilia 29 agosto 2012 è un album dal vivo di Massimo Zamboni, Nada, Angela Baraldi, Cisco, Fatur e Giorgio Canali pubblicato nel 2012 dall'etichetta discografica Calamari Union/UPR Records/Iperspazio.

## Il disco
Il 29 agosto 2012 Massimo Zamboni, Nada, Angela Baraldi, Cisco, Fatur e Giorgio Canali suonano dal vivo alla Festa Nazionale del PD di Reggio Emilia per celebrare i 30 anni dalla fondazione del gruppo CCCP - Fedeli alla linea.
Per documentare l'evento Paolo Bonfanti e Massimo Corsini girano il film 30 anni di ortodossia. Registrazione del concerto e film vengono in seguito pubblicati nell'album dal vivo in CD+DVD 30 anni di ortodossia - Reggio Emilia 29 agosto 2012 dalle etichette discografiche Calamari Union, UPR Records e Iperspazio.
Dal 24 novembre 2012 l'evento viene ripetuto in un tour di 7 concerti con sul palco Massimo Zamboni, Fatur, Giorgio Canali e Angela Baraldi.

## Tracce
CD
1. Emilia paranoica
2. Valium Tavor
3. Ora ancora
4. Huligani Dangereux
5. Mi ami?
6. Io sto bene
7. Trafitto
8. Miccia
9. Quasi tutti
10. Spara Jurij
11. Curami
12. Fuochi nella notte

DVD
1. Emilia paranoica
2. Valium Tavor
3. Ora ancora
4. Annarella
5. Huligani Dangereux
6. Mi ami?
7. Io sto bene
8. Dal mondo
9. Trafitto
10. Miccia
11. Quasi tutti
12. Spara Jurij
13. Curami
14. Fuochi nella notte

## Formazione
- Massimo Zamboni - chitarra elettrica
- Nada - voce
- Angela Baraldi - voce
- Cisco - voce
- Danilo Fatur - performance
- Giorgio Canali - chitarra, voce
- Erik Montanari - chitarra, voce
- Cristiano Roversi - basso, stick, tastiere
- Simone Filippi - batteria